# Islas SSS

Se conocen como Islas SSS (de norte a sur) o Islas 3S a los territorios neerlandeses de Sint Maarten (parte neerlandesa de la Isla de San Martín), Saba y San Eustaquio. Sint Maarten es un país constituyente del Reino de los Países Bajos mientras que Saba y San Eustaquio son municipios especiales y parte integral de los Países Bajos.
Si bien el departamento de ultramar francés de San Martín ocupa la parte norte de la isla homónima, este no tiende a ser considerado parte del grupo.
El acrónimo es análogo al de Islas ABC (Aruba, Bonaire y Curazao).
- Datos: Q3277444